# Ибн Балбан
Ибн Балба́н (араб. ابن بَلْبَان‎), также известный как аль-Балбани (араб. البلباني‎) — ханбалитский факих.
Полное имя: Мухаммад ибн Бадр ад-дин ибн Абдул-Хакк ибн Балбан аль-Ханбали (араб. محمّد بن بدر الدين بن عبد الحق ابن بلبان الحنبلي‎). По происхождению из города Баальбек, стал известным в Дамаске, там же и скончался в 1672 году. Преподавал согласно четырём суннитским мазхабам. От него передавали хадисы множество крупных улемов того времени, среди них: Мухаммад аль-Мухибби, автор «Халасат аль-асар».
Перу Ибн Балбана принадлежат несколько трудов по исламу:
- ар-Рисала фи аджвиба ас‘ила аз-Зайдийя (араб. الرسالة في أجوبة أسئلة الزيدية‎),
- Кафи аль-мубтади мин ат-туллаб (араб. كافي المبتدئ من الطلاب‎),
- Акида фи-т-таухид (араб. عقيدة في التوحيد ‎),
- Бугйат аль-мустафид фи-т-таджвид (араб. بغية المستفيد في التجويد‎),
- Ахсар аль-мухтасарат (араб. أخصر المختصرات‎)[2].